# Afrika-Cup 1988
Der Afrika-Cup 1988 (engl.: African Cup of Nations, franz.: Coupe d'Afrique des Nations) war die 16. Ausspielung der afrikanischen Kontinentalmeisterschaft im Fußball und fand vom 13. bis 27. März in Marokko statt. Ursprünglich sollte das Turnier in Sambia stattfinden. Jedoch gab das Land die Austragung des Turniers wieder zurück. Organisiert vom afrikanischen Fußball-Kontinentalverband Confédération Africaine de Football (CAF) nahmen wiederum acht Mannschaften Ägypten, Algerien, Elfenbeinküste, Kenia, Kamerun, Marokko, Nigeria, und Zaire teil.
Wie in den Jahren zuvor fand auch eine Qualifikation zur Reduzierung des Teilnehmerfeldes von 36 Bewerbern auf acht Endrundenteilnehmer statt, wobei Gastgeber Marokko und Titelverteidiger Ägypten automatisch qualifiziert waren.
→ siehe Hauptartikel: Afrika-Cup 1988/Qualifikation
Gespielt wurde wie gehabt mit zwei Gruppen zu je vier Mannschaften. Die beiden besten Mannschaften jeder Gruppe spielten dann ab dem Halbfinale im K.-o.-System den Turniersieger aus. Die Spiele der Endrunde wurden im Stade Mohammed V in Casablanca und im Stade Moulay Abdallah in Rabat ausgetragen.
Kamerun gewann das Turnier und wurde nach 1984 zum zweiten Mal Afrikameister im Fußball.

## Das Turnier
Gruppe A
Alle Spiele im Rahmen von Doppelveranstaltungen in Casablanca.
|                |   |                |           |
| 13. März       |   |                |           |
| Marokko        | – | Zaïre          | 1:1 (1:0) |
| Elfenbeinküste | – | Algerien       | 1:1 (0:1) |
| 16. März       |   |                |           |
| Elfenbeinküste | – | Zaïre          | 1:1 (0:1) |
| Marokko        | – | Algerien       | 1:0 (0:0) |
| 19. März       |   |                |           |
| Algerien       | – | Zaïre          | 1:0 (1:0) |
| Marokko        | – | Elfenbeinküste | 0:0       |

| Pl.                                          | Land           | Sp. | S | U | N | Tore    | Diff. | Punkte |
| -------------------------------------------- | -------------- | --- | - | - | - | ------- | ----- | ------ |
| 1.                                           | Marokko        | 3   | 1 | 2 | 0 | 002:100 | +1    | 04:20  |
| 2.                                           | Algerien *     | 3   | 1 | 1 | 1 | 002:200 | ±0    | 03:30  |
| 3.                                           | Elfenbeinküste | 3   | 0 | 3 | 0 | 002:200 | ±0    | 03:30  |
| 4.                                           | Zaïre          | 3   | 0 | 2 | 1 | 002:300 | −1    | 02:40  |
| * Algerien Gruppenzweiter durch Losentscheid |                |     |   |   |   |         |       |        |

Gruppe B
Alle Spiele im Rahmen von Doppelveranstaltungen in Rabat.
|          |   |         |           |
| 14. März |   |         |           |
| Kamerun  | – | Ägypten | 1:0 (1:0) |
| Nigeria  | – | Kenia   | 3:0 (3:0) |
| 17. März |   |         |           |
| Kamerun  | – | Nigeria | 1:1 (1:1) |
| Ägypten  | – | Kenia   | 3:0 (1:0) |
| 20. März |   |         |           |
| Kamerun  | – | Kenia   | 0:0       |
| Nigeria  | – | Ägypten | 0:0       |

| Pl. | Land    | Sp. | S | U | N | Tore    | Diff. | Punkte |
| --- | ------- | --- | - | - | - | ------- | ----- | ------ |
| 1.  | Nigeria | 3   | 1 | 2 | 0 | 004:100 | +3    | 04:20  |
| 2.  | Kamerun | 3   | 1 | 2 | 0 | 002:100 | +1    | 04:20  |
| 3.  | Ägypten | 3   | 1 | 1 | 1 | 003:100 | +2    | 03:30  |
| 4.  | Kenia   | 3   | 0 | 1 | 2 | 000:600 | −6    | 01:50  |

Halbfinale
|                        |   |          |                                 |
| 23. März in Rabat      |   |          |                                 |
| Nigeria                | – | Algerien | 1:1 n. V. (1:1, 1:0), 9:8 i. E. |
| 23. März in Casablanca |   |          |                                 |
| Marokko                | – | Kamerun  | 0:1 (0:0)                       |

Spiel um Platz 3
|                        |   |         |                                 |
| 26. März in Casablanca |   |         |                                 |
| Algerien               | – | Marokko | 1:1 n. V. (1:1, 0:0), 4:3 i. E. |

Finale
| Kamerun                                        | Kamerun | Nigeria | Nigeria |
| ---------------------------------------------- | --- | --- | ------- |
| Kamerun                                        | \| Finale \| \| 27. März 1988 in Casablanca (Stade Mohammed V) \| \| Ergebnis: 1:0 (0:0) \| \| Schiedsrichter: Idrissa Sarr ( Mauretanien) \| \| Spielbericht \|                                                                                         | \| Finale \| \| 27. März 1988 in Casablanca (Stade Mohammed V) \| \| Ergebnis: 1:0 (0:0) \| \| Schiedsrichter: Idrissa Sarr ( Mauretanien) \| \| Spielbericht \|                                                                                   | Nigeria |
| Kamerun                                        | Joseph-Antoine Bell – Stephen Tataw, Benjamin Massing, Emmanuel Kundé, Charlie Ntamark – Louis-Paul M’Fédé, Cyrille Makanaky, Émile Mbouh, André Kana-Biyik – Bertin Ollé Ollé (33. Richard Abena), Roger Milla Cheftrainer: Claude Le Roy ( Frankreich) | Peter Rufai – Yisa Sofoluwe, Stephen Keshi, Sunday Eboigbe, Bright Omokaro – Augustine Eguavoen, Samuel Okwaraji, Henry Nwosu – Ndubuisi Okosieme, Rashidi Yekini, Foley Okenla (76. Humphrey Edobor) Cheftrainer: Manfred Höner ( BR Deutschland) | Nigeria |
| Kamerun                                        | 1:0 Kundé (55., Foulelfmeter) | | Nigeria |
| Finale                                         | | |         |
| 27. März 1988 in Casablanca (Stade Mohammed V) | | |         |
| Ergebnis: 1:0 (0:0)                            | | |         |
| Schiedsrichter: Idrissa Sarr ( Mauretanien)    | | |         |
| Spielbericht                                   | | |         |

## Beste Torschützen
| Rang | Spieler              | Tore |
| ---- | -------------------- | ---- |
| 1    | Lakhdar Belloumi     | 2    |
|      | Gamal Abdel El Hamid | 2    |
|      | Roger Milla          | 2    |
|      | Abdoulaye Traoré     | 2    |

Weitere 14 Spieler mit je einem Treffer und ein Eigentor.